# Shela (låt)
Shela är en låt av Aerosmith skriven av Brad Whitford. Låten släpptes som den tredje singeln från albumet Done with Mirrors från 1985. Gitarristerna Joe Perry och Brad Whitford turas om att spela låtens gitarrsolon. Låten var nästan lika framgångsrik som albumets första singel Let the Music Do the Talking och nådde nummer 20 på US Mainstream Rock Tracks.